# Steinitz Henrik
Steinitz Henrik (Budapest, 1893. augusztus 31. – Budapest, 1967. március 16.) magyar labdarúgó, fedezet.

## Pályafutása
1914 és 1917 között az FTC labdarúgója volt, ahol tagja volt az 1917–18-as idényben bajnoki ezüstérmes csapatnak. 1920-ban a TTC játékosa volt.

## Sikerei, díjai
Ferencvárosi TC
- Magyar bajnokság
  - ezüstérmes: 1917–18